# Trstičevje
Trstičevje je sestoj navadnega trsta (Phragmites australis), ki ga najdemo na bregovih potokov, mlak in rek, v močvirjih in tudi na morskem obrežju, če voda zaradi pritoka sladke vode ni preveč slana. Do 4 metre visoka rastlina lahko zraste iz meter globoke vode. Značilna je sočasna prisotnost odmrlega in rastočega trsta. Trstičevje je pomemben habitat mnogih vrst ptic, žuželk, rastlin in drugih organizmov. Najbolj ga ogrožata regulacija bregov vodnih teles in onesnaženje vode.